# Stalingradmadonna
Die Stalingradmadonna ist ein Bild des deutschen Truppenarztes Kurt Reuber (1906–1944), das zu Weihnachten 1942 in Stalingrad (heute Wolgograd) entstand. Es gelangte während der Schlacht von Stalingrad mit einem der letzten Transportflugzeuge aus dem Kessel.
Zum Gedenken an die Opfer der Schlacht und Mahnung zum Frieden befindet sich das Bild seit 1983 in der Berliner Kaiser-Wilhelm-Gedächtniskirche.

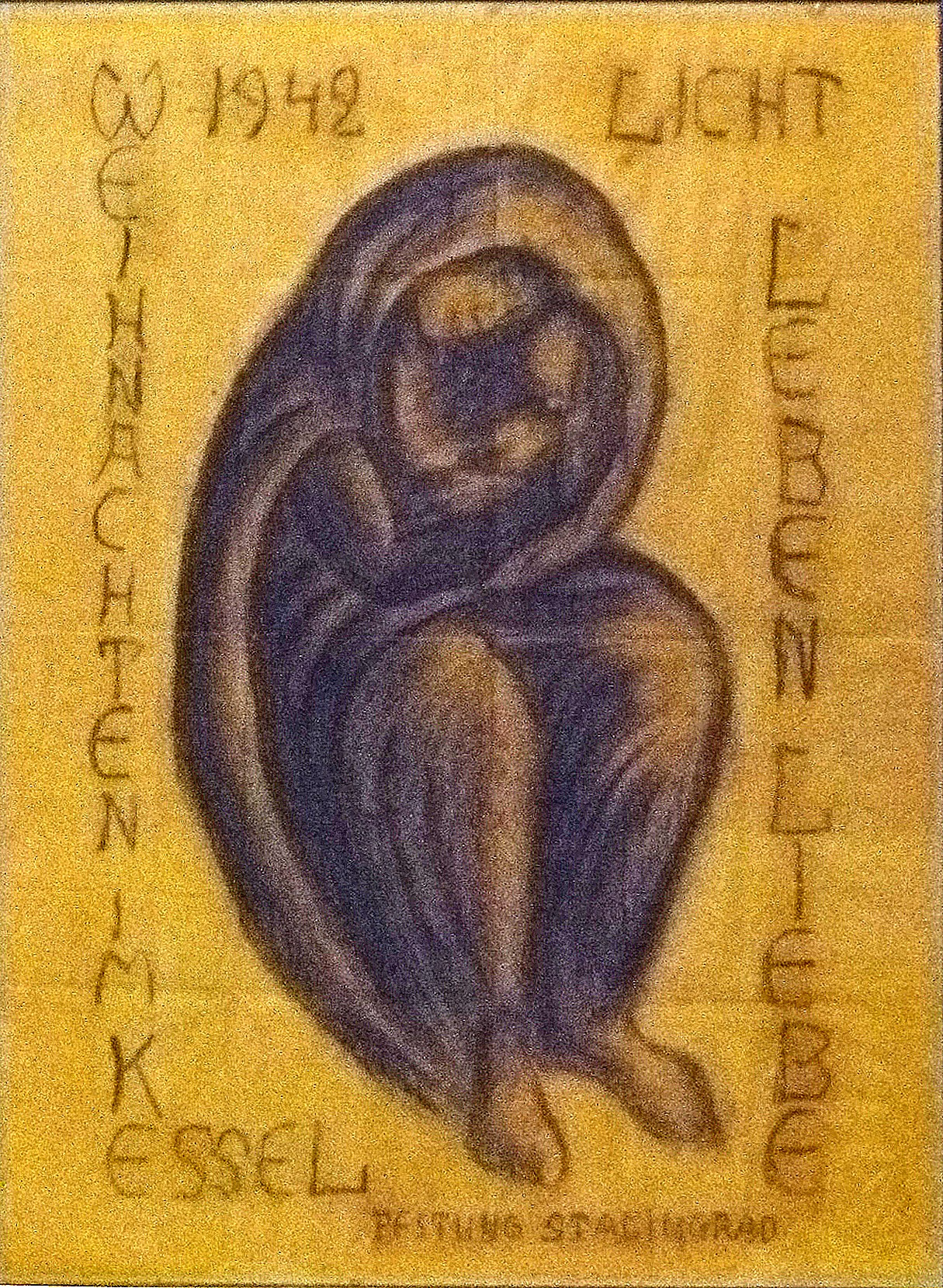
Stalingradmadonna, Kaiser-Wilhelm-Gedächtniskirche, Berlin. Die Kohlezeichnung ist 105 × 80 Zentimeter groß.

## Beschreibung
Der evangelische Pastor und Lazarett-Oberarzt Kurt Reuber schuf eine Holzkohlezeichnung, die eine sitzende Frauengestalt zeigt. Ähnlich einer Schutzmantelmadonna birgt sie unter dem Mantel ein Kind, das sie liebevoll ansieht und ihm Schutz und Geborgenheit gibt. Die Darstellung trägt die Umschrift „1942 Weihnachten im Kessel – Festung Stalingrad – Licht, Leben, Liebe“.

„Das Bild ist so: Kind und Mutterkopf zueinandergeneigt, von einem großen Tuch umschlossen, Geborgenheit und Umschließung von Mutter und Kind. Mir kamen die johanneischen Worte: Licht, Leben, Liebe. Was soll ich dazu noch sagen? Wenn man unsere Lage bedenkt, in der Dunkelheit, Tod und Hass umgehen - und unsere Sehnsucht nach Licht, Leben, Liebe, die so unendlich groß ist in jedem von uns!“

Die nationalsozialistische männliche Kriegsrhetorik „1942 Weihnachten im Kessel“ (Kriegsweihnachten) und „Festung Stalingrad“ (Durchhaltebegriff) wird in der Inschrift mit der weiblichen christlichen Hoffnung auf „Licht, Leben, Liebe“ verknüpft. Aus der Darstellung der universellen Mutterfigur mit dem Kind unter dem schützenden Mantel konnten die Soldaten in Reubers Einheit in ihrer Lage an den Weihnachtstagen etwas Trost ziehen.

## Geschichte
Das 105 × 80 Zentimeter große Bild wurde in einem Unterstand auf die Rückseite einer russischen Landkarte gezeichnet.
Aus einem sowjetischen Kriegsgefangenenlager 1.000 Kilometer nordöstlich von Stalingrad bei Jelabuga (heute in Tatarstan) schrieb Reuber zu Advent 1943 an seine Frau:

„Schau in dem Kind das Erstgeborene einer neuen Menschheit an, das unter Schmerzen geboren, alle Dunkelheit und Traurigkeit überstrahlt. Es sei uns ein Sinnbild sieghaften zukunftsfrohen Lebens, das wir nach aller Todeserfahrung um so heißer und echter lieben wollen, ein Leben, das nur lebenswert ist, wenn es lichtstrahlend rein und liebeswarm ist.“

„Das Bild zieht die Menschen in seinen Bann, Christen und auch Nichtchristen. (…) Die Ruhe und Geborgenheit, die von diesem Bild ausgeht, steht in Spannung zu den verzweifelten Umständen seiner Entstehung im Kessel von Stalingrad 1942. [Kurt Reuber hat dieses Werk] seinen Leidensgenossen in einer Heiligabendandacht „vorgestellt“, als eine anschaubare Predigt des Evangeliums. Der Bericht eines Augenzeugen gibt zu verstehen, dass der enge Bunker durch dieses Bild zu einer Kapelle geworden sei.“

Zusammen mit Reubers Selbstbildnis und etwa 150 weiteren Porträts nahm ein schwer verwundeter Offizier das Bild mit in eine der letzten Ju 52-Transportmaschinen, die noch aus dem Kessel herausflogen. Diese gelangten dann zu Reubers Familie, die es im Pfarrhaus Wichmannshausen (heute Sontra, Nordhessen) aufbewahrte. 1946 veröffentlichte Reubers Freund Arno Pötzsch seinen apologetischen Gedichtband Die Madonna von Stalingrad mit Zeichnungen Reubers. Das führte dazu, dass Reuber zu einem Märtyrer des Protestantismus verklärt wurde. Pötzsch verwebte in den während des Krieges entstandenen Gedichten christliche Themen mit der Verteidigung des Dritten Reiches, während er den Grund für den Überfall auf die Sowjetunion und den Nationalsozialismus nicht hinterfragte, stilisierte er die deutschen Soldaten zu Opfern (Opfermythos), die Trost im Glauben an Gott suchten. Novellen und Kriegsmemoiren verklärten in den Nachkriegsjahren die Kriegsweihnachten im Stalingrader Kessel weiter und bereiteten den Boden für den Märtyrermythos, den die Madonna repräsentiert.
Auf Anregung von Bundespräsident Karl Carstens, eines ehemaligen SA-Mitglieds und Wehrmachtsleutnants, übergab die Familie die Zeichnung der Stalingradmadonna am 26. August 1983 der Berliner Kaiser-Wilhelm-Gedächtniskirche.

## Zweitfassung: Gefangenen-Madonna
„Ein Jahr später, Weihnachten 1943, malte er im Kriegsgefangenenlager Jelabuga eine zweite Madonna, die in der Lagerzeitung erschien. Später bekam das Bild den Namen »Gefangenen-Madonna«, der Bruch ist deutlich: Maria wirkt deutlich trostloser und zeigt die Verzweiflung Reubers.“

Auch diesmal gelang es, Reubers Frau Wochen später das Bild zu übergeben.

„So ganz am Ende, vor dem Nichts, im Bann des Todes - welch eine Umwertung der Werte hat sich in uns vollzogen! So wollen wir diese Wartezeit nützen als Familie, im Beruf, im Volk. Mitten auf unserem adventlichen Todesweg leuchtet schon das Freudenlicht der Weihnacht als Geburtsfest einer neuen Zeit, in der - wie hart es auch sein möge - wir uns des neugeschenkten Lebens würdig erweisen wollen.“

Gleichzeitig erhielt sie die Nachricht, dass ihr Mann nach schwerer Krankheit (Fleckfieber) am 20. Januar 1944 im Lager gestorben sei.

## Reproduktionen
In zahlreichen Kirchen in Deutschland, Österreich, England, Russland sind Reproduktionen dieses Bildes in den verschiedensten künstlerischen Techniken als Mahnung gegen den Krieg ausgestellt.

### Deutschland

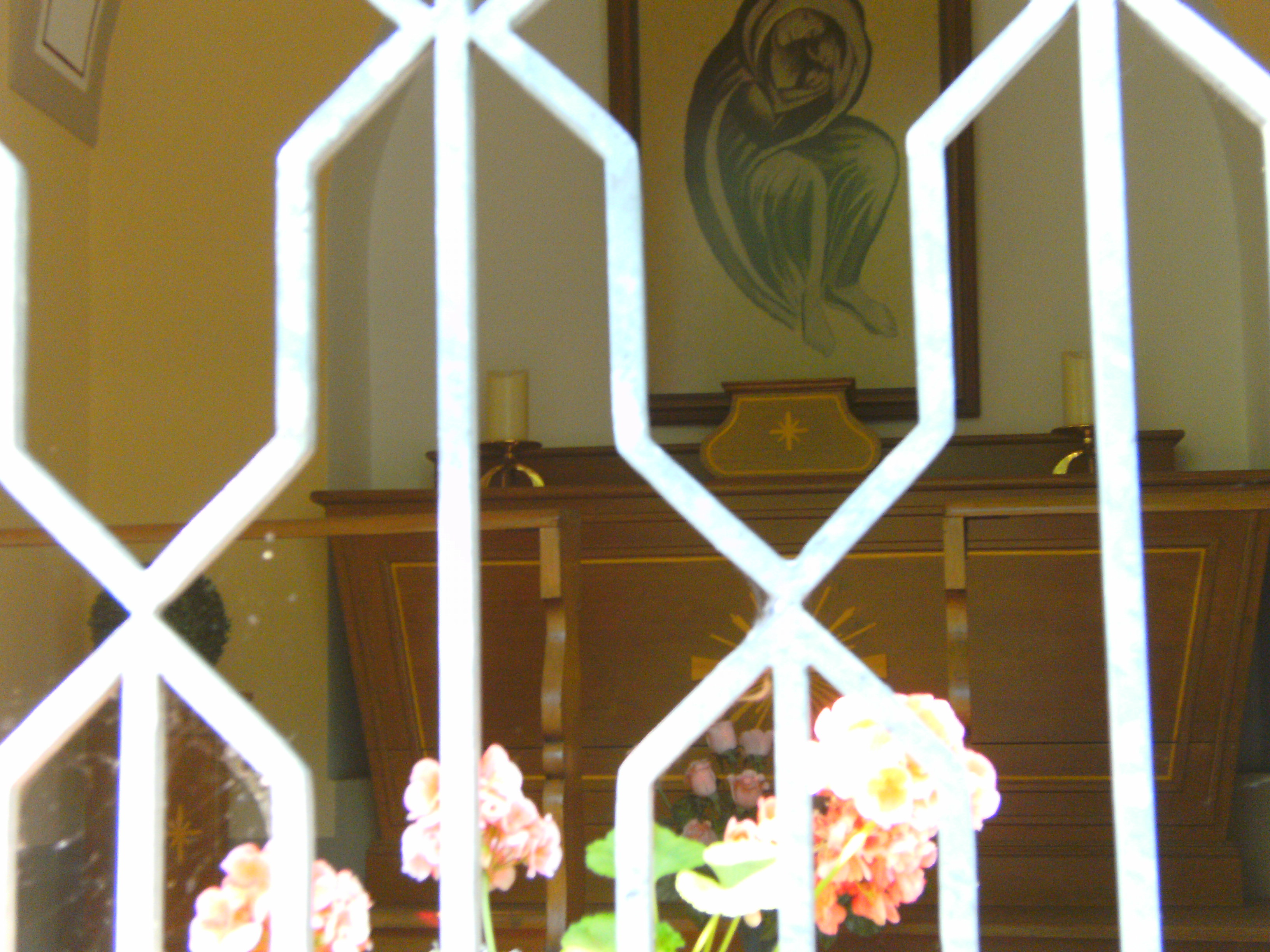
Kopie der Stalingradmadonna in Meersburg, Am Rosenhag

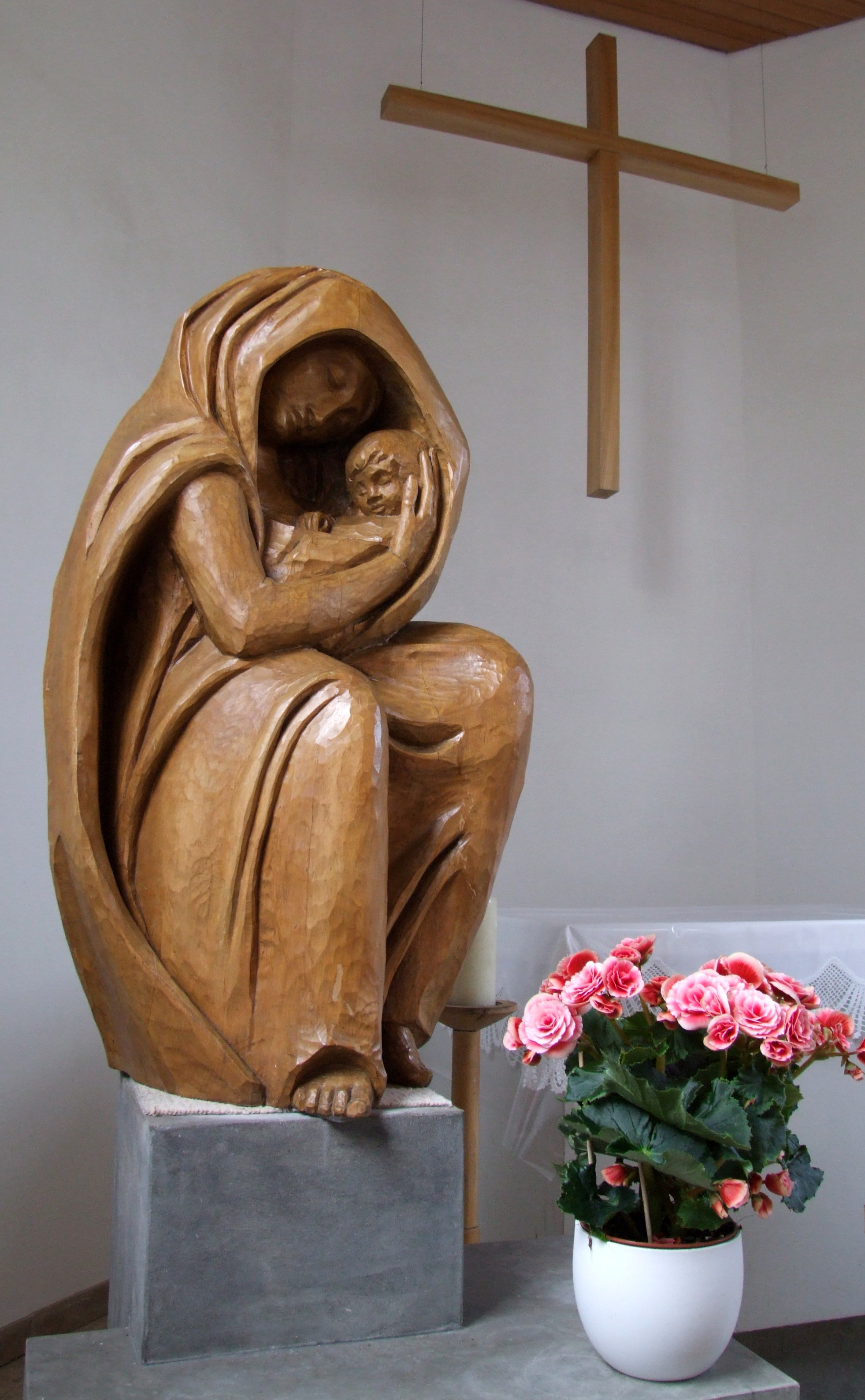
Reproduktion der Stalingradmadonna als Holzskulptur in der als Friedenskapelle geweihten Marienkapelle in Niedergailbach

- Berlin, Kaiser-Wilhelm-Gedächtniskirche (Original)
- Bochum, Heimkehrerdankeskirche-Krypta: gestickt als Wandbehang
- Denkendorf (Oberbayern), freistehendes Steinkreuz mit eingravierter stilisierter Madonna als Symbol des Friedens[9]
- Diestedde, Vorplatz der Friedhofskapelle: Statue
- Dornburg/Westerwald, Jugendhaus Dornburg: Bildkopie
- Fulda, Kirche St. Andreas in Fulda-Neuenberg: geschnitzt als Relief
- Grießem, Turm der ehemaligen Kapelle Maria zum Loskauf der Gefangenen: Tonrelief
- Hannover, Privatbesitz
- Hermeskeil, auf einem Wiesenstück neben der Pfarrkirche St. Martin: Statue aus Sandstein (aufgestellt von Pfarrer Mohr, Stalingradteilnehmer)
- Hoheneiche, Gemeinde Wehretal, Kirchenkreis Eschwege, Kirche, Filial der Pfarrstelle Wichmannshausen (Kurt Reuber, ab 1933), Replik in Originalgröße
- Fürstlicher Park Inzigkofen, Meinradkapelle
- Kassel, Auferstehungskirche, Tauf-, Konfirmations- und Traukirche von Kurt Reuber (Kopie)
- Kloster Kirchberg, Klosterkirche. Dort befindet sich ein Zentrum der Michaelsbruderschaft, bei denen Reber Mitglied war.
- Bad Kohlgrub, Kriegergedächtniskapelle im Kurgarten: Reproduktion von Hans Seitfudem (1992)
- Königswinter, Gedenkhalle auf der Kriegsgräberstätte in Königswinter-Ittenbach
- Külsheim, In der Strassenkapelle, Tonrelief
- Limburg a. d. Lahn, Gedenkstele auf dem Domfriedhof[10]
- Meersburg, kleine vergitterte Kapelle „Zum Frieden“ am Wegesrand des Spazierweges „Am Rosenhag“ vor der Einmündung in die Töbelestraße: Kopie in Form eines Gobelins durch die russische Künstlerin Elena Kikopule[11]
- München, Sanitätsakademie der Bundeswehr, Originalkopie, 1997 als Geschenk der Kaiser-Wilhelm-Gedächtsniskirche erhalten
- Mengshausen, Evangelische Kirche, Holzrelief
- Niedergailbach, Marienkapelle: geschnitzt als Statue
- Oberroth (Gemeinde Schwabhausen, Landkreis Dachau), Waldkapelle: Bildkopie[12]
- Pronsfeld (Verbandsgemeinde Prüm), Alte Kirche: Relief in Buntsandstein[13]
- Rottweil, Ortsteil Hausen, Kapelle am Bollerhofwald, Halbrelief von Maria Klaiber-Kasper
- Schöneberg (Hunsrück): ein Gemälde in der Kirche mit dem Titel Madonna von Stalingrad[14]
- Schwalmstadt Kirche in Loshausen (Hessen) Relief in Bronze von Bildhauer Lutz Lesch[15][16]
- Wellendorf, Pfarrkirche St. Barbara: Relief in Silberätztechnik
- Wiesbaden, Kirche St. Marien Wiesbaden-Biebrich, Bildkopie
- Wichmannshausen, Kirche, ehemalige Pfarrstelle von Kurt Reuber, Bildkopie[17]
- Wismar, Heiligen-Geist-Kirche, Skulptur aus Elbsandstein
- Wittgensdorf, Privatbesitz
- Wuppertal, Kolpinghaus Barmen[18]

### England
- Coventry Cathedral in Coventry, The Millennium Chapel: Bild, Originalkopie, 1990 als Geschenk der Kaiser-Wilhelm-Gedächtsniskirche erhalten

### Österreich

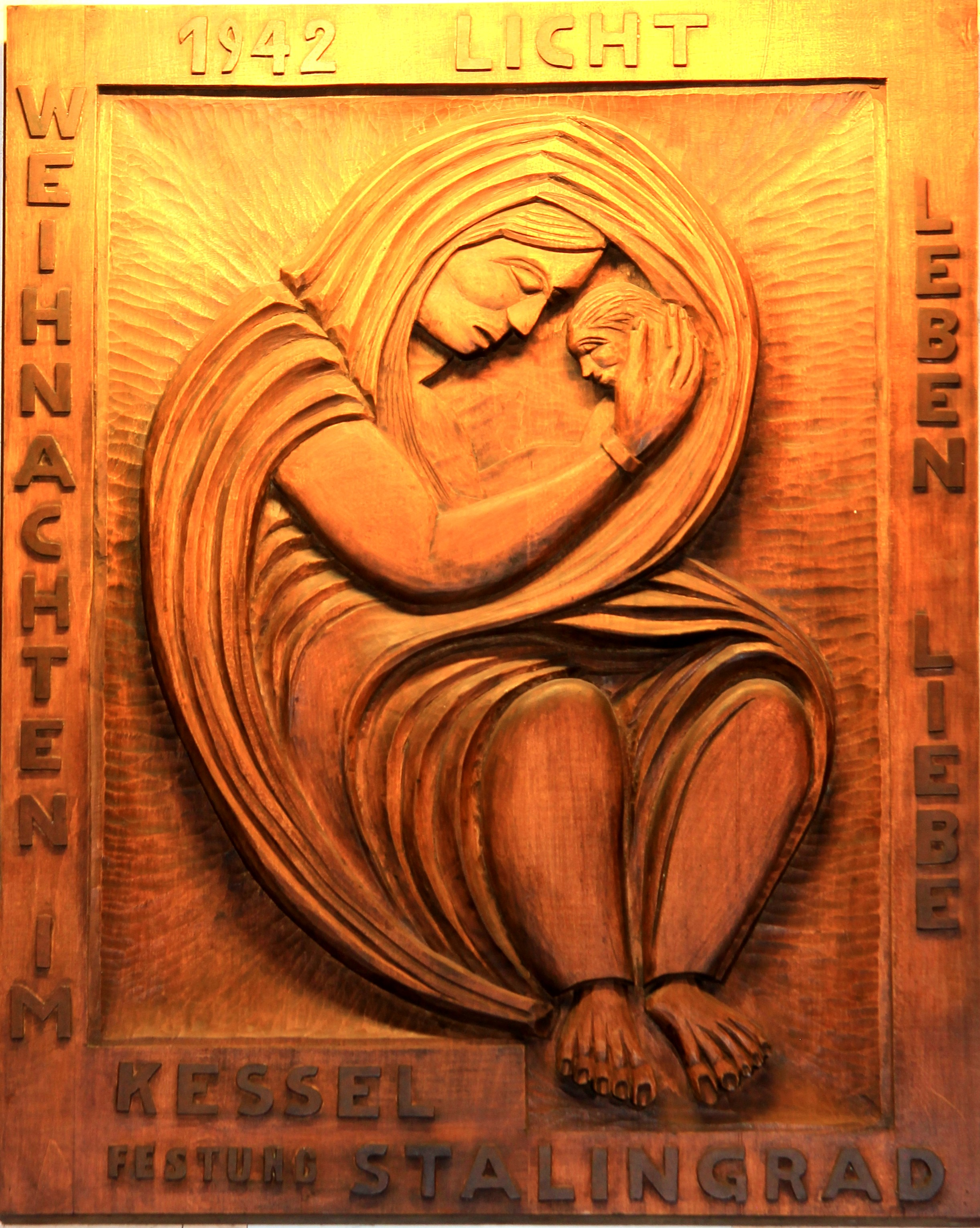
Stalingradmadonna in Baden, St. Stephan

- Baden bei Wien, Kirche St. Stephan: geschnitzt als Relief
- Felling, Katastralgemeinde der Stadtgemeinde Hardegg, Pfarrkirche: gestickt
- Fronsburg (Weitersfeld), Bründlkapelle: geschnitzt als Relief
- Langau, Kirche: geschnitzt als Relief

### Russland
- Museum Stalingrad, heute Wolgograd
- Wolgograd, Katholische Kirche St. Nikolaus von Myra in Wolgograd, Originalkopie, 1995 als Geschenk der Kaiser-Wilhelm-Gedächtsniskirche erhalten[19]
- Moskau seit 8. Mai 2020 in der Kathedrale Peter und Paul[20]

## Sonstige Verwendung

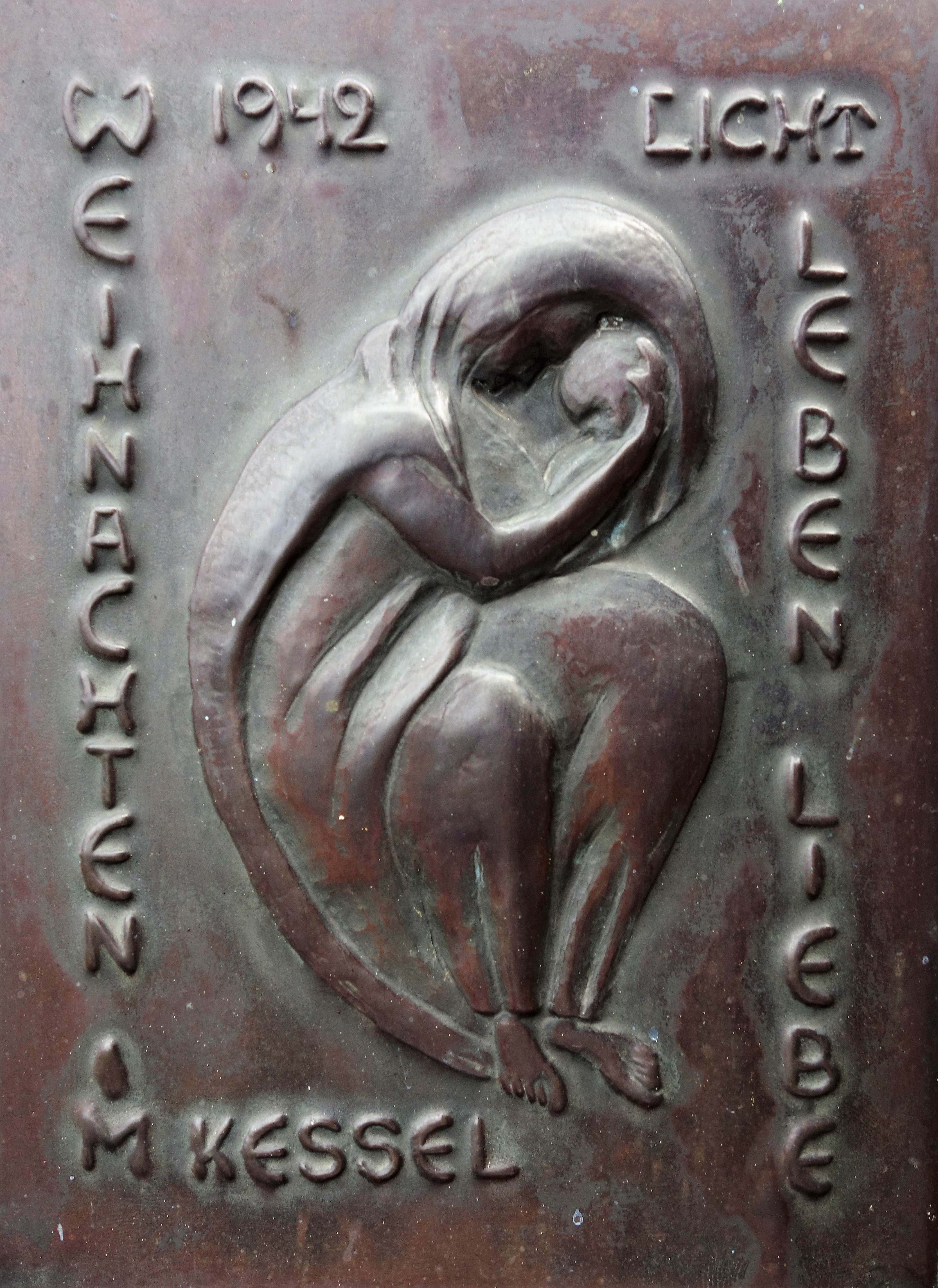
Stalingrad-Madonna am Grabstein von Johannes Willnauer in Steyr

- Das Bild wird zudem im Wappen des Sanitätsregiments 2 der Bundeswehr in Rennerod/Koblenz verwendet. Die Bundeswehr vertreibt ferner eine Druckversion mit den senkrechten Textzeilen (links) „Weihnachten im Kessel“; (rechts) „Licht Leben Liebe“ und der oben angeordneten Jahreszahl 1942.
- Eine Kopie wurde im November 2014 im Aeronauticum in Nordholz im Rahmen einer Gedenkveranstaltung für Kriegsopfer aufgestellt.
- Eine Kupfertreibarbeit der Stalingrad Madonna befindet sich am Grabstein von OSR Johannes Willnauer (1920–1985) am Friedhof in Steyr, Oberösterreich. Er war in Stalingrad Sanitäter bei der Einheit, der auch Kurt Reuber angehörte. Nach dem Krieg wurde er Priester, Religionslehrer an der HTL in Steyr und Präses der Kolpingsfamilie Steyr. Die Arbeit wurde von der Steyrer Goldschmiedemeisterin Barbara Postlbauer-Rus gefertigt.